# Jaume Vergés i Espinàs
Jaume Vergés i Espinàs (Sant Julià de Vilatorta, 13 de maig de 1936 - Barcelona, 19 de gener de 2018), religiós català, era membre de la comunitat claretiana, va ser un dinamitzador cultural i era fill adoptiu de Solsona.

## Biografia
Nascut poc abans de l'inici de la Guerra civil espanyola, la seva família va estar fortament sacsejada pel conflicte bèl·lic on van matar el seu pare i tres familiars més. A l'edat de tres anys va patir una caiguda que li va partir l'esquena i el deixà immobilitzat durant deu anys. Malgrat li faltaven quatre vèrtebres va recuperar la mobilitat. Aquesta traumàtica experiència va contribuir a augmentar la seva devoció religiosa.
Als 16 anys va ingressar als Fills del Cor de Maria, l'any 1955 va realitzar la professió temporal i el 1961 la professió perpètua. Entre altres destinacions va estar a les comunitats claretianes de Cervera, Solsona, Sallent i Vic. La seva disponibilitat al servei de la comunitat religiosa de la que formava part va ser total al llarg de la seva vida i va destacar la seva especial dedicació a l'animació pastoral i litúrgica, el cant, als grups de fe i a l'acompanyament personal.
Durant la seva estada a Solsona, entre els anys 1968 i 1981, va impulsar nombroses activitats culturals, teatrals, musicals i en el camp del lleure i l'educació juvenil i infantil. Va fundar i dirigir la Coral Infantil Riallera, una entitat que va arribar a aplegar més de 200 infants i que no es limità a l'exercici del cant, sinó que va suposar l'oportunitat de participar en activitats tan diverses com el cinema o l'esplai. També va ser director de campaments i colònies, a més de professor de música i religió. Entre 1981 i 1990 va passar més d'una dècada destinat a Sallent on continuà la seva tasca de promoció del cant coral i l'apostolat entre joves i nens i nenes i va fundar i dirigir la Coral Infantil Saltirons del Llobregat. La seva destinació pastoral més llarga el portar més de 25 anys a Vic on va saber transmetre el llegat de Sant Antoni Maria Claret a través del museu i del temple-sepulcre dedicats al fundador de la seva companyia religiosa.
El 2005, arran d'una iniciativa popular, l'Ajuntament de Solsona el va nomenar fill adoptiu de la ciutat -la màxima distinció que pot fer el consistori solsoní-, com a agraïment i mostra del gran record que va deixar, ben viu anys després. L'atorgament d'aquesta distinció va anar acompanyat del reconeixement públic de la tasca religiosa, social i cultural de la comunitat claretiana a Solsona.
Des de 2015 vivia a la comunitat assistencial de la seva comunitat religiosa a Barcelona. Va morir a la capital catalana el 19 de gener de 2017.